# Androctonus togolensis
Espèce
Androctonus togolensis est une espèce de scorpions de la famille des Buthidae.

## Distribution
Cette espèce est endémique du Togo,. Elle se rencontre dans la région des savanes vers Mandouri.

## Description
Le mâle holotype mesure 56,7 mm et la femelle paratype 70,4 mm.

## Étymologie
Son nom d'espèce, composé de togo et du suffixe latin -ensis, « qui vit dans, qui habite », lui a été donné en référence au lieu de sa découverte, le Togo.

## Publication originale
- Lourenço, 2008 : « A new species of Androctonus Ehrenberg, 1828 from Togo (Scorpiones, Buthidae). » Entomologische Mitteilungen aus dem Zoologischen Museum Hamburg, vol. 15, no 179, p. 37-44 (texte intégral).